# スヴェン・ベンダー
スヴェン・ベンダー（Sven Bender、1989年4月27日 - ）は、西ドイツ・ローゼンハイム出身の元サッカー選手。元ドイツ代表。ポジションはディフェンダー、ミッドフィールダー。スベン・ベンダーと表記されることもある。

## 経歴

### クラブ
2006-07シーズンにブンデスリーガ2部のTSV1860ミュンヘンからデビューした。2009年夏、ボルシア・ドルトムントに移籍した。
2017年7月13日、バイエル・レバークーゼンへ移籍した。2009年ぶりに兄ラースと同じチームとなった。

### 代表
世代別ドイツ代表としてUEFA U-17欧州選手権2006やUEFA U-19欧州選手権2008に出場した。ドイツ代表A代表としては2011年3月29日に行われたオーストラリア代表戦でデビューして以来、2016年までに7試合に出場している。
2016年にブラジルで開催されたリオデジャネイロオリンピックではラース・ベンダーと共にOA枠でドイツ五輪代表に招集され、ドイツの銀メダル獲得に貢献した。

## 人物
2009年まで同じTSV1860ミュンヘンに所属し、現在同じバイエル・レバークーゼン所属のラース・ベンダーは双子の兄である。従兄弟もサッカー選手である。

## 代表歴

### 出場大会
- U-17ドイツ代表
  - 2006年 - UEFA U-17欧州選手権2006 (4位)
- U-19ドイツ代表
  - 2008年 - UEFA U-19欧州選手権2008（優勝）
- U-23ドイツ代表
  - 2016年 - リオデジャネイロオリンピック（銀メダル）

### 試合数
国際Aマッチ 7試合 0得点（2011年- ）
| ドイツ代表 | 国際Aマッチ | 国際Aマッチ |
| 年         | 出場        | 得点        |
| ---------- | ----------- | ----------- |
| 通算       | 7           | 0           |

## タイトル

### クラブ
ボルシア・ドルトムント
- ブンデスリーガ：2回 (2010-11, 2011-12)
- DFBポカール：2回 (2011-12, 2016-17)
- DFLスーパーカップ：2回 (2013, 2014)

### 代表
- UEFA U-19欧州選手権：1回 (2008)